# ロジャー・ベロン
ロジャー・ベロン（Roger Bellon、1953年5月22日 - ）は、フランスの作曲家。
主に映画の音楽を作曲している。

## 参加作品
- プレシディオ殺人事件
- ミステリアス・アイランド
- フランケンシュタイン
- シークレット・オブ・アメリカ
- ラストドン
- A・ファイル
- 暗黒の戦士／ハイランダー　復讐編
- 暗黒の戦士／ハイランダー　超空編
- ワックス・ワーク
- ファイナル・エクソシスト／悪魔の封印
- お色気学園／プリンセス・アカデミー